# 贵州商学院
贵州商学院，前称贵州商业高等专科学校，创立于1947年，创立之时为职业学校，后发展为本科院校。2015年，升格为贵州商学院。

## 历史沿革

### 民国时期
1947年，学院创办，时名“贵阳市尚信高级会计职业学校”。

### 建国初期
1952年，贵州省商业厅接收贵阳私立尚信会计学校和建中、求是、知新3个会计补习班，成立贵州省贸易中等技术学校，隶属省商业厅，校址在贵阳市飞山街，这是贵州解放后成立的第一所全日制商业中等专业学校。1955年，贵州省贸易中等技术学校更名为贵州省贵阳贸易学校。1956年，学校更名为贵州省贵阳商业学校，校址迁到贵阳市罗汉营。当时国家廹切需要商业人才和管理干部，学校除了中专生外还开展干部、职工培训。1958年秋，学校搬迁到贵阳市盐务新村（现盐务街）。1961年5月，贵州省粮食学校并入贵州省贵阳商业学校。

### 改革开放时期
1980年，学校被教育部评定为国家级重点中等专业学校。1987年，国家教委正式批准在省商校的基础上建立贵州省商业专科学校，既办大专又办中专。1989年，学校中专部分从盐务街搬迁至贵阳市花果园，复办贵州省商业学校，发展为贵州电子商务职业技术学院。1993年，贵州省商业专科学校更名为贵州商业高等专科学校。2000年，贵州省商业干部学校、贵州省商业职工中等专业学校并入贵州商业高等专科学校。2015年，学校升格为全日制普通高等本科院校，成立贵州商学院。

## 学校现状

### 院系设置
该校有14个专业：会计系、工商系、贸经系、计科系、旅游系、财金系、设计艺术系、职教部、艺术教育系，传媒系及继续教育部。